# Egeria najas
Egeria najas är en dybladsväxtart som beskrevs av Jules Émile Planchon. Egeria najas ingår i släktet storvattenpester, och familjen dybladsväxter. Inga underarter finns listade.